# Rudolf Jaenisch
Rudolf Jaenisch (Międzygórze, 22 de abril de 1942) é um biólogo alemão.

## Prêmios e honrarias
- Prêmio Gruber de Genética 2001[1]
- Prêmio Robert Koch 2002
- Medalha Max Delbrück 2006
- Prêmio Massry 2008
- Prêmio Ernst Schering 2009
- Medalha Nacional de Ciências 2010
- Prêmio Wolf de Medicina 2011
- Prêmio Passano 2013
- Medalha Otto Warburg 2014
- Prêmio March of Dimes de Biologia do Desenvolvimento 2015